# فنسنت بيك
فنسنت بيك (بالإنجليزية: Vincent Beck)‏ هو ممثل أمريكي، ولد في 15 أغسطس 1924 بنيويورك في الولايات المتحدة، وتوفي بنفس المكان في 24 يوليو 1984 بسبب سرطان.

## أعمال

### أفلام
- (1964) بابا نويل يهزم المريخيين
- (1979) ...والعدالة للجميع

## وصلات خارجية
- فنسنت بيك على موقع IMDb (الإنجليزية)
- فنسنت بيك على موقع أول موفي (الإنجليزية)
- فنسنت بيك على موقع قاعدة بيانات الأفلام السويدية (السويدية)
- فنسنت بيك على موقع قاعدة بيانات الفيلم (الإنجليزية)